# Crocus biflorus
Crocus biflorus là một loài thực vật có hoa trong họ Diên vĩ. Loài này được Mill. miêu tả khoa học đầu tiên năm 1768.